# Pénitencier fédéral de Leavenworth
Ne doit pas être confondu avec Caserne disciplinaire des États-Unis.
United States Penitentiary, Leavenworth
Le pénitencier fédéral de Leavenworth (en anglais : United States Penitentiary, Leavenworth ou USP Leavenworth) est un pénitencier américain de sécurité moyenne situé dans la ville de Leavenworth dans le nord-est de l'état américain du Kansas, à  25 milles (40,234 km) au nord-ouest de Kansas City.
Il est géré par le Bureau fédéral des prisons, qui dépend du département de la Justice des États-Unis. Il comprend également un camp satellite de prisonniers fédéraux à sécurité minimale adjacent au pénitencier (CPF) destiné à accueillir des délinquants de sexe masculin.

## Histoire
Le pénitencier fédéral de Leavenworth est un établissement civil et la plus ancienne des trois plus importantes prisons du pays. L'établissement est situé sur des terres fédérales dans le comté de Leavenworth, au Kansas. 
Il s'agit d'un établissement totalement différent, même s'il y a souvent confusion, de la caserne disciplinaire des États-Unis (USDB), qui est une installation militaire construite sur la base militaire voisine de Fort Leavenworth située à 4 milles (6,437376 km) au nord du pénitencier et le seul établissement pénitentiaire à sécurité maximale pour l'ensemble de l'armée américaine.
Les prisonniers de l'USDB d'origine ont été utilisés pour construire le pénitencier civil. 
Un troisième établissement, le Midwest Joint Regional Correctional Facility (JRCF), est un établissement de sécurité moyenne également administré par l'armée. Ouvert en 2010, il est situé au sud-ouest du nouvel USDB. L'USDB et le JRCF fonctionnent indépendamment du pénitencier fédéral de Leavenworth.
Pete Earley, le seul écrivain de l'époque qui ait jamais obtenu un accès illimité à la prison, décrit l'établissement dans son livre The Hot House . L'histoire de la prison est également décrite dans le livre intitulé US Penitentiary Leavenworth écrit par Kenneth M. LaMaster, l'historien de l'établissement à la retraite.
Le pénitencier fédéral de Leavenworth a été la plus grande prison fédérale à sécurité maximale des États-Unis entre 1903 et 2005, date à laquelle il a été rétrogradé en établissement à sécurité moyenne.

## Description
En 1885, le Congrès autorise la construction du système carcéral fédéral. Avant la construction des pénitenciers fédéraux, les prisonniers fédéraux étaient détenus dans des prisons d'État.
Le pénitencier fédéral de Leavenworth est l'une des trois prisons fédérales de première génération construites en 1913, les deux autres étaient Atlanta et McNeil Island (bien que la prison de McNeil date des années 1870, l'expansion majeure n'a eu lieu qu'au début des années 1900).
La prison est construite selon le modèle popularisé par l'établissement correctionnel d'Auburn dans l’État de New York où les blocs de cellules se trouvent dans un grand bâtiment rectangulaire. Le bâtiment rectangulaire est basé sur le travail de groupe interne à l'établissement avec un personnel qui patrouillait continuellement.
L'architecture de type Auburn marque une importante différence par rapport aux établissements de type Pennsylvanien, notamment popularisé par le Eastern State Penitentiary. Dans cette architecture, des blocs de cellules rayonnent à partir d'un bâtiment central. Elle constitue la conception originale de la caserne disciplinaire à proximité avant qu'elle ne soit démolie et remplacée par une toute nouvelle prison.
Le cabinet d'architecture Eames & Young (en), situé à Saint-Louis, conçoit à la fois Leavenworth ainsi que le pénitencier fédéral d'Atlanta. 
Les cellules de la prison de Leavenworth sont positionnées dos à dos au milieu de la structure face aux murs.
Les murs de la prison font 40 pieds (12,192 m) de haut, 40 pieds (12,192 m) de profondeur et 3 030 pieds (923,544 m) de long sur une superficie de 22,8 acres (9,227 ha). Son bâtiment principal en forme de dôme est surnommé le "Big Top" ou "Big House" par opposition à la caserne disciplinaire en forme de dôme situé à 2 milles (3,219 km) au nord qui est surnommé le "Little Top" jusqu'à ce qu'il soit démoli en 2004 et remplacé par une structure plus récente.

## Chronologie historique de l'établissement
- 1827 : Le colonel Henry Leavenworth choisit le site du nouveau fort.
- 1875 : Le fort est choisi comme site pour la construction d'une prison militaire. En moins d'un an, Fort Leavenworth héberge plus de 300 prisonniers dans un bâtiment de dépôt de ravitaillement rénové.
- 1894 : Le secrétaire à la guerre concède au Comité des crédits de la Chambre des États-Unis que le département de la Guerre pouvait se passer de la prison militaire.
- 1er juillet 1895: Le Congrès transfère la prison militaire du département de la Guerre au département de la Justice des États-Unis. Le ministère de la Justice reprend l'installation et inaugure le pénitencier fédéral. Le commandant de la prison militaire est James V. Pope, le directeur de l'établissement est James W. French.
- 1896 : Le comité judiciaire de la Chambre recommande le remplacement de l'installation.
- 10 juin 1896 : le Congrès autorise la construction d'un nouveau pénitencier fédéral.
- mars 1897 : le directeur français de l'établissement fait défiler les prisonniers tous les matins sur 4 kilomètres (2,485484768 mi) de Fort Leavenworth jusqu'au nouveau site du pénitencier fédéral. Les travaux durent deux décennies et demie.
- 1er juillet 1899: Robert W. McClaughry est nommé deuxième directeur de Leavenworth.
- 10 novembre 1901 : Joseph Waldrupe est le premier agent correctionnel à être tué (dossiers remontant à 1901) dans l'exercice de ses fonctions à Leavenworth.
- 1903 : Il y a suffisamment d'espace sous le toit pour permettre aux 418 premiers prisonniers d'emménager dans le nouveau pénitencier fédéral.
- 1904 : Première cellule achevée
- 1er février 1906 : Tous les prisonniers ont été transférés dans le nouvel établissement et le département de la Guerre accepte avec gratitude le retour de sa prison.
- 21 avril 1910 : Pendant la construction, six prisonniers s'échappent en brisant les portes de la prison avec une locomotive de chemin de fer détournée, mais un seul, Frank Grigware, échappe à la capture[10].
- mai 1910 : Le procureur général approuve la construction d'un bloc cellulaire séparé pour les femmes sur le terrain du pénitencier - ce projet est abandonné par la suite.
- juin 1913 : TW Morgan, rédacteur en chef d'un journal d'Ottawa, une petite ville du Kansas, est nommé 3e directeur de Leavenworth.
- 1919 : Achèvement de la construction des blocs cellulaires.
- 1926 : Achèvement de la construction des magasins de chaussures.
- 1928 : Achèvement de la construction de l'usine de brosses et de balais.
- 1929 : Construction du salon de coiffure et premier meurtre intraprisonnier.
- mai 1930 : le Bureau fédéral des prisons devient une agence fédérale au sein du département de la Justice.
- 5 septembre 1930 : Carl Panzram devient le premier détenu à être exécuté par pendaison à Leavenworth (dossiers datant de 1927).
- 11 décembre 1934 : le président Franklin Roosevelt autorise les premières industries pénitentiaires fédérales en tant que société publique.
- 12 août 1938 : Robert Suhay et Glenn Applegate constituent la première double exécution par pendaison à Leavenworth (dossiers datant de 1927).
- De 1944 à 1947 : Des objecteurs de conscience américains d'origine japonaise sont détenus à Leavenworth après avoir refusé le service militaire pour protester contre l'incarcération d'eux-mêmes et de leurs familles en temps de guerre[11].
- Années 1980 et 1990 : L'institution subit des rénovations majeures dans trois de ses quatre cellules : A, B et C. D-Cellhouse reste aujourd'hui le seul bloc cellulaire fidèle à sa conception d'origine.
- 2005 : Le Federal Bureau of Prisons modifie la mission de l'USP Leavenworth. Le BOP a décidé de changer le niveau de garde de l'USP Leavenworth de High / Maximum à Medium tout en conservant la désignation USP pour des raisons historiques.
- 2011 : Le Bureau fédéral des prisons recueille des commentaires sur un nouveau projet d'établissement à sécurité moyenne de 1 500 et 300 à sécurité minimale sur le terrain de la prison actuelle sur 144 acres (58,275 ha) à l'ouest de la prison actuelle et une zone de 238 acres (96,315 ha) à l'est[12].

## Évadés notables
Frank Grigware, emprisonné pour le braquage d'un train, s'évade de Leavenworth en 1910 avec cinq autres hommes en détruisant les portes de la prison en détournant une locomotive de ravitaillement. Tandis que ses compagnons d'évasion sont rapidement repris, Grigware s'enfuit au Canada. En 1916, il devient maire de Spirit River, en Alberta. Il est découvert par la Gendarmerie royale du Canada et le FBI en 1933, mais de sérieux doutes quant à sa condamnation initiale conduisent la justice américaine à abandonner la demande d'extradition en 1934. Grigware n'est jamais retourné aux États-Unis et décède en Alberta en 1977.
Basil Banghart réussit à s'évader à trois reprises de l'établissement. Il échappe une quatrième fois de la garde fédérale alors qu'il attendait son retour à Leavenworth[réf. nécessaire].
Le 11 décembre 1931, sept détenus prennent en otage le directeur Thomas B. White puis s'évadent, aidés par les gangsters Frank Nash, George "Machine Gun" Kelly et Thomas James Holden.

## Exécutions
Le 5 septembre 1930, le tueur en série Carl Panzram, sous le coup d'une condamnation à mort fédérale pour meurtre, est exécuté par pendaison au pénitencier de Leavenworth.
Le 12 août 1938, deux hommes condamnés à mort pour meurtre, Robert Suhay et Glenn Applegate, sont exécutés par pendaison au pénitencier de Leavenworth.

## Cimetière
Le pénitencier entretient un cimetière, situé à l'extérieur des murs de la prison, pour les prisonniers décédés.